# 茹德
茹德（法語：Joudes，發音：[ʒud] ⓘ）是法国索恩-卢瓦尔省卢昂区的市镇，面积11.16平方千米，2022年1月1日人口为359人。

## 地理
茹德（46°28'4"N, 5°21'31"E）面积11.16平方千米，位于法国勃艮第-弗朗什-孔泰大區索恩-卢瓦尔省，该省份为法国中部省份，北起顺时针与科多尔省、汝拉省、安省、罗讷省、卢瓦尔省、阿列省和涅夫勒省接壤。
与茹德接壤的市镇（或旧市镇、城区）包括：多马坦莱屈索、巴拉诺、蒙塔尼亚勒勒孔迪、尚帕尼亚、孔达勒。
茹德的时区为UTC+01:00、UTC+02:00（夏令时）。

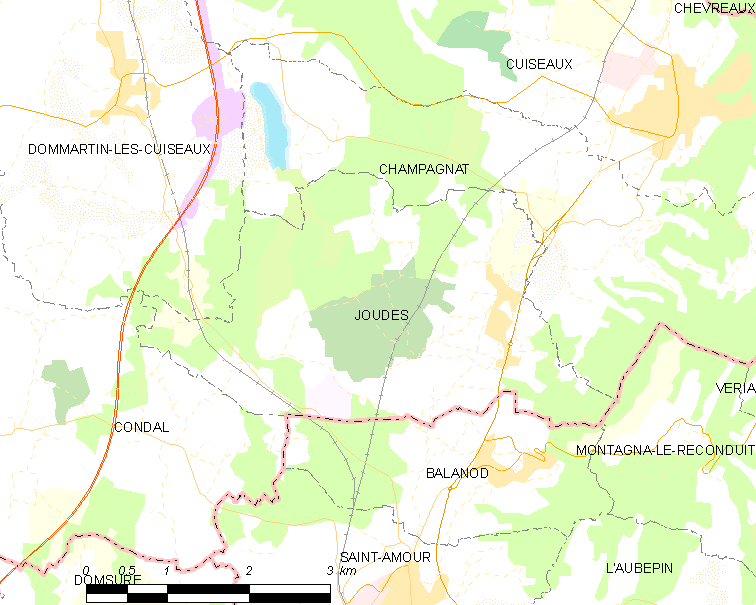
茹德的OSM定位图

## 行政
茹德的邮政编码为71480，INSEE市镇编码为71243。

## 政治
茹德所属的省级选区为屈索县。

## 人口

1962-2008年间茹德人口变化图示

茹德于2022年1月1日时的人口数量为359人。